# Einzellauf

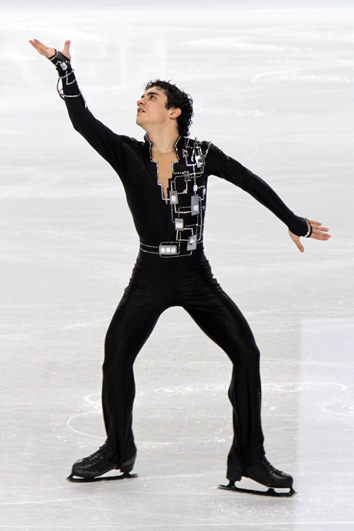
Javier Fernández López bei der Weltmeisterschaft 2010

Der Einzellauf ist eine Disziplin der Sportart Eiskunstlauf, bei der die Programme von einer einzelnen Person ausgeführt werden.
Neben dem Paarlauf und dem Eistanz gehören der Einzellauf der Herren und der Einzellauf der Damen zu den vier Disziplinen, die bei fast allen größeren Eiskunstlauf-Wettbewerben ausgetragen werden.
Zum Einzellauf gehören heutzutage das Kurzprogramm und die Kür.
Bis 1991 bestand der Einzellauf auch aus der sogenannten Pflicht, bei der bestimmte Figuren auf dem Eis möglichst genau nachvollzogen werden mussten.

## Kurzprogramm
Das Kurzprogramm ist der erste Teil eines Eiskunstlaufwettbewerbes im Einzellauf. Es bildet den kürzeren der beiden Teile, ihm folgt der längere zweite Teil, die Kür.
Im Einzellauf gab es ein Kurzprogramm erstmals 1973. Bis dahin hatte der Einzellauf aus der Pflicht und der Kür bestanden. Ein entscheidender Grund für die Einführung war es, das Wertungsgewicht der Pflicht zu verringern. Mit der endgültigen Abschaffung der Pflicht 1991 wurde das Kurzprogramm zum gleichwertigen Teil neben der Kür.
Im Laufe der Zeit wurden die geforderten Elemente des Kurzprogramms mehrmals verändert.
Die Dauer des Kurzprogramms beträgt heute höchstens 2 Minuten und 50 Sekunden. Jedes Element, das nach Ablauf der vorgeschriebenen Zeit begonnen wird, wird nicht mehr in die Wertung übernommen. Wird das Kurzprogramm nicht innerhalb des Zeitlimits beendet, gibt es einen Abzug von einem Punkt pro jeweils fünf Sekunden Zeitüberschreitung.
Das Kurzprogramm im Einzellauf besteht aus 7 geforderten Elementen, die durch Verbindungselemente miteinander verknüpft werden müssen. Die Reihenfolge der Elemente ist beliebig. Zusätzliche oder wiederholte Elemente sind nicht erlaubt. Ihre Benutzung führt zu Punktabzügen in der Wertung.
Das Kurzprogramm besteht heute aus den folgenden geforderten Elementen:
Herren:
- ein doppelter oder dreifacher Axel
- ein dreifacher oder vierfacher Sprung, dem Verbindungsschritte unmittelbar vorangehen
- eine Sprungkombination (ein doppelter und ein dreifacher Sprung oder zwei dreifache Sprünge oder ein vierfacher und ein doppelter oder dreifacher Sprung)
- eine eingesprungene Pirouette
- eine Waage- oder Sitzpirouette mit nur einem Fußwechsel
- eine Pirouettenkombination mit einem Fußwechsel und mindestens zwei Positionswechseln (Waage-, Sitz-, Standpirouette und ihre Variationen);
- eine Schrittfolge (Kreis-, Serpentinen-, Längsschrittfolgen)

Damen:
- ein doppelter oder dreifacher Axel
- ein dreifacher Sprung, dem Verbindungsschritte unmittelbar vorangehen
- eine Sprungkombination (ein doppelter und ein dreifacher Sprung oder zwei dreifache Sprünge)
- eine eingesprungene Pirouette
- eine Grundpirouette
- eine Pirouettenkombination mit einem Fußwechsel und mindestens zwei Positionswechseln (Waage-, Sitz-, Standpirouette und ihre Variationen)
- eine Schrittfolge (Kreis-, Spiral-, Längsschrittfolgen)

## Kür
Die Kür ist der zweite, längere und individuellere Teil eines Eiskunstlaufwettbewerbes im Einzellauf.
Ursprünglich bestand der Einzellauf aus Pflicht und Kür. Während in der Pflicht alle Figuren genau vorgeschrieben waren, gab es in der Kür keinerlei Bestimmungen. 1982 führte die Internationale Eislaufunion im Einzellauf den Begriff vom sogenannten „well-balanced program“ ein, dem „gut ausbalancierten Programm“. Hiermit sollte dem Prozess des immer einseitiger werdenden Programms mit ausschließlich Sprungelementen entgegengewirkt werden. Mit der Einführung des neuen Wertungssystems 2004 wurden die Freiheiten der Kür noch weiter eingeschränkt. Eine genaue Anzahl jeder Art von Elementen wurde vorgeschrieben. Es sind 13 Arten von Elementen für die Herren und 12 für die Damen.
Die Dauer einer Kür beträgt bei den Herren 4 Minuten 30 Sekunden und bei den Damen 4 Minuten. Die Kür darf jeweils 10 Sekunden über oder unter dem Zeitlimit liegen. Wird das Kürprogramm nicht innerhalb des Zeitlimits beendet, gibt es einen Abzug von einem Punkt pro jeweils fünf Sekunden Zeitüberschreitung. Für jedes Sprungelement, das nach der Hälfte der Kür ausgeführt wird, werden 10 % des Basiswerts des Elements aufgerechnet.
Für ein gut ausbalanciertes Programm müssen alle Elemente mit Verbindungsschritten verschiedener Art und anderen Kürelementen verknüpft werden, in Übereinstimmung mit der Musik und unter Ausnutzung der vollen Eisfläche. Die Musik ist vom Sportler frei wählbar, seit der Saison 2014/15 ist dabei auch Vokalmusik erlaubt.
Die Kür besteht heute aus den folgenden geforderten Elementen:
Herren:
- acht Sprungelemente (darunter muss ein Axel sein)
- drei verschiedene Pirouetten, davon eine kombinierte, eine eingesprungene und eine nur mit einer Position
- zwei Schrittfolgen; (Spiralschrittfolgen, Längsschrittfolgen, Kreisschrittfolgen, Serpentinenschrittfolgen)

Damen:
- sieben Sprungelemente (darunter muss ein Axel sein)
- drei verschiedene Pirouetten, davon eine kombinierte, eine eingesprungene und eine nur mit einer Position
- zwei Schrittfolgen (Spiralschrittfolgen, Längsschrittfolgen, Kreisschrittfolgen, Serpentinenschrittfolgen)

## Bewertung
Die Bewertung des Kurzprogrammes und der Kür im Einzellauf erfolgt nach den Richtlinien des Wertungssystems der Internationalen Eislaufunion.

## Geschichte
Der Einzellauf der Herren war der einzige Bestandteil der ersten Eiskunstlauf-Europameisterschaften 1891 in Hamburg und auch der ersten Eiskunstlauf-Weltmeisterschaften 1896 in Sankt Petersburg. Der erste Einzellauf der Damen folgte bei Weltmeisterschaften 1906 in Davos und bei Europameisterschaften 1930 in Wien. Bei den ersten Olympischen Spielen, die Eiskunstlauf im Programm hatten, gab es 1908 in London sowohl eine Konkurrenz im Einzellauf der Herren als auch im Einzellauf der Damen. Einmaligerweise gab es bei diesen Olympischen Spielen einen zweiten Einzelwettbewerb für Herren, den der Spezialfiguren.
Die erfolgreichsten Einzelläufer in der Geschichte des Eiskunstlaufes sind der Schwede Ulrich Salchow mit zehn Weltmeisterschaftstiteln und einem Olympiasieg und die Norwegerin Sonja Henie mit zehn Weltmeisterschaftstiteln und drei Olympiasiegen.